# Malobidion grande
Malobidion grande är en skalbaggsart som beskrevs av Chemsak och Linsley 1963. Malobidion grande ingår i släktet Malobidion och familjen långhorningar.
Artens utbredningsområde är Honduras. Inga underarter finns listade i Catalogue of Life.